# احمد نخله
احمد نخله (عربی: أحمد نخلة؛ زادهٔ ۵ فوریهٔ ۱۹۷۱) یا احمد السید النعمانی بازیکن فوتبال اهل مصر است.

## باشگاهی
از باشگاه‌هایی که در آن بازی کرده‌است می‌توان به باشگاه ورزشی الاهلی مصر، باشگاه فوتبال المصری اشاره کرد.

## تیم ملی
وی به همراه تیم ملی فوتبال مصر در بازی‌های المپیک تابستانی ۱۹۹۲ شرکت کرده است.